# Eugenia dysenterica
Eugenia dysenterica är en myrtenväxtart som beskrevs av Dc.. Eugenia dysenterica ingår i släktet Eugenia och familjen myrtenväxter. Inga underarter finns listade i Catalogue of Life.

## Bildgalleri

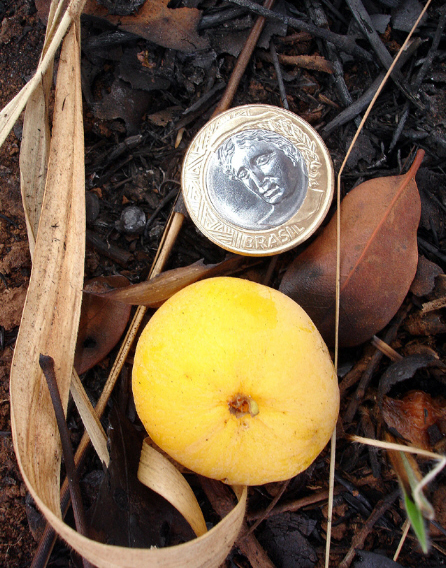
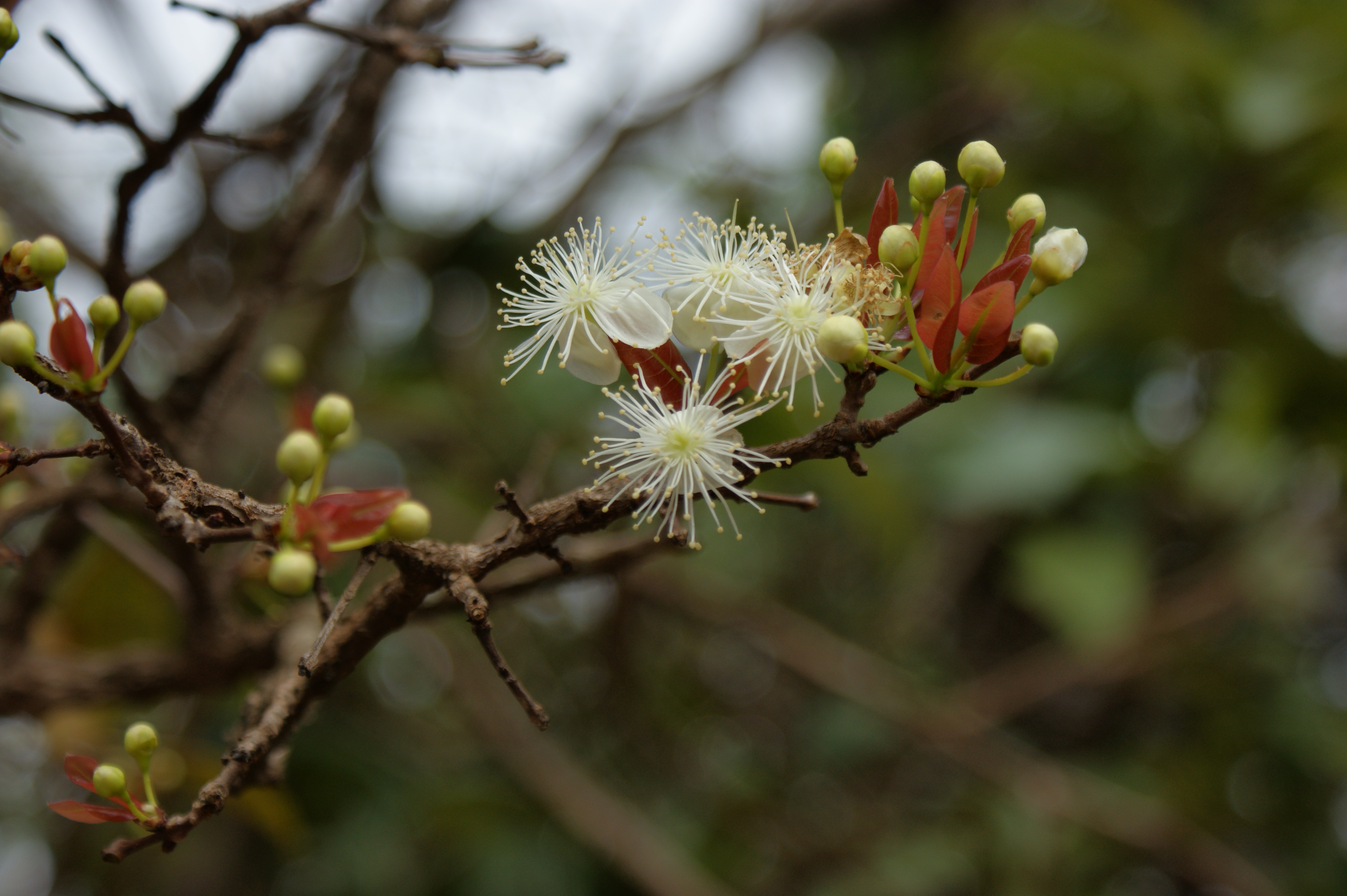